# Liste der Nummer-eins-Hits in Kanada (2016)
Dies ist eine Liste der Nummer-eins-Hits in Kanada im Jahr 2016. Die basiert auf den offiziellen Top-20-Album- und Trackcharts von Music Canada im Auftrag der kanadischen Vertretung der IFPI.

## Singles
| ← 2015 ← | Liste der Nummer-eins-Hits in Kanada | Liste der Nummer-eins-Hits in Kanada | Liste der Nummer-eins-Hits in Kanada | 2017 →                    |
| \| Zeitraum \| Wo. ges. \| Interpret \| Titel Autor(en) \| Zusätzliche Informationen \| \| (Zeitraum, Wochen auf Platz eins, Interpret, Titel, Autor[en], zusätzliche Informationen) \| \| \| \| \| \| ----------------------------------------------------------------------------------------- \| -------- \| ------------------------------------ \| ----------------------------------------------------------------------------------------------------------------------------------------------------------------------------------------- \| ------------------------- \| \| 7. Dezember 2015 – 10. Januar 2016 5 Wochen (insgesamt 9) \| 9 \| Adele \| Hello Greg Kurstin, Adele Adkins \| – \| \| 11. Januar 2016 – 24. Januar 2016 2 Wochen \| 2 \| Justin Bieber \| Love Yourself Benjamin Levin, Justin Bieber, Ed Sheeran \| – \| \| 25. Januar 2016 – 7. Februar 2016 2 Wochen (insgesamt 4) \| 4 \| Twenty One Pilots \| Stressed Out Tyler Joseph \| – \| \| 8. Februar 2016 – 14. Februar 2016 1 Woche \| 1 \| Zayn \| Pillowtalk Zayn Malik, Anthony Hannides, Michael Hannides \| – \| \| 15. Februar 2016 – 28. Februar 2016 2 Wochen (insgesamt 4) \| 4 \| Twenty One Pilots \| Stressed Out Tyler Joseph \| – \| \| 29. Februar 2016 – 6. März 2016 1 Woche \| 1 \| Rihanna feat. Drake \| Work Rupert Thomas, Monte Moir, Aubrey Graham, Matthew Samuels, Robyn Fenty, Allen Ritter, Rich Stephenson, Jahron Braithwaite \| – \| \| 7. März 2016 – 13. März 2016 1 Woche \| 1 \| Kelly Clarkson \| Piece by Piece Greg Kurstin, Kelly Clarkson \| – \| \| 14. März 2016 – 17. April 2016 5 Wochen \| 5 \| Lukas Graham \| 7 Years Lukas Forchhammer, Morten Ristorp, Stefan Forrest, Morten Pilegaard \| – \| \| 18. April 2016 – 8. Mai 2016 3 Wochen \| 3 \| Drake feat. Wizkid & Kyla \| One Dance Aubrey Graham, Noah Shebib, Paul Jefferies, Ayodeji Ibrahim Balogun, Kyla Smith \| – \| \| 9. Mai 2016 – 15. Mai 2016 1 Woche \| 1 \| Calvin Harris feat. Rihanna \| This Is What You Came For Calvin Harris, Taylor Swift \| – \| \| 16. Mai 2016 – 19. Juni 2016 5 Wochen \| 5 \| Justin Timberlake \| Can’t Stop the Feeling! Max Martin, Justin Timberlake \| – \| \| 20. Juni 2016 – 31. Juli 2016 6 Wochen \| 6 \| Sia feat. Sean Paul \| Cheap Thrills Sia Furler, Greg Kurstin, Sean Paul Henriques \| – \| \| 1. August 2016 – 7. August 2016 1 Woche (insgesamt 2) \| 2 \| Major Lazer feat. Justin Bieber & Mø \| Cold Water Benjamin Levin, Justin Bieber, Jamie Scott, Thomas Pentz, Ed Sheeran, Philip Meckseper, Henry Allen, Karen Marie Ørsted \| – \| \| 8. August 2016 – 14. August 2016 1 Woche (insgesamt 11) \| 11 \| The Chainsmokers feat. Halsey \| Closer Isaac Slade, Joseph King, Andrew Taggart, Shaun Frank, Frederic Kennet \| – \| \| 15. August 2016 – 21. August 2016 1 Woche \| 1 \| DJ Snake feat. Justin Bieber \| Let Me Love You Louis Bell, Justin Bieber, Lumidee Cedeño, William Grigahcine, Stany Kibulu, Brian Lee, Steven Marsden, Teddy Mendez, Edwin Perez, Austin Roser, Ali Tamposi, Andrew Watt \| – \| \| 22. August 2016 – 28. August 2016 1 Woche (insgesamt 2) \| 2 \| Major Lazer feat. Justin Bieber & Mø \| Cold Water Benjamin Levin, Justin Bieber, Jamie Scott, Thomas Pentz, Ed Sheeran, Philip Meckseper, Henry Allen, Karen Marie Ørsted \| – \| \| 29. August 2016 – 23. Oktober 2016 8 Wochen (insgesamt 11) \| 11 \| The Chainsmokers feat. Halsey \| Closer Isaac Slade, Joseph King, Andrew Taggart, Shaun Frank, Frederic Kennet \| – \| \| 24. Oktober 2016 – 13. November 2016 3 Wochen (insgesamt 5) \| 5 \| The Weeknd feat. Daft Punk \| Starboy Abel Tesfaye, Guy-Manuel de Homem-Christo, Thomas Bangalter, Martin McKinney, Henry Walter \| – \| \| 14. November 2016 – 20. November 2016 1 Woche (insgesamt 3) \| 3 \| Maroon 5 feat. Kendrick Lamar \| Don’t Wanna Know John Ryan, Adam Levine, Benjamin Levin, Jacob Kasher, Ammar Malik, Kendrick Lamar, Jon Mills, Kurtis McKenzie, Alex Ben-Abdallah \| – \| \| 21. November 2016 – 4. Dezember 2016 2 Wochen (insgesamt 5) \| 5 \| The Weeknd feat. Daft Punk \| Starboy Abel Tesfaye, Guy-Manuel de Homem-Christo, Thomas Bangalter, Martin McKinney, Henry Walter \| – \| \| 5. Dezember 2016 – 18. Dezember 2016 2 Wochen (insgesamt 3) \| 3 \| Maroon 5 feat. Kendrick Lamar \| Don’t Wanna Know John Ryan, Adam Levine, Benjamin Levin, Jacob Kasher, Ammar Malik, Kendrick Lamar, Jon Mills, Kurtis McKenzie, Alex Ben-Abdallah \| – \| \| 19. Dezember 2016 – 25. Dezember 2016 1 Woche \| 1 \| Zayn & Taylor Swift \| I Don’t Wanna Live Forever Taylor Swift, Jack Antonoff, Sam Dew \| – \| \| 26. Dezember 2016 – 1. Januar 2017 1 Woche \| 1 \| Bruno Mars \| 24k Magic Bruno Mars, Philip Lawrence, Christopher Brody Brown \| – \| |                                      |                                      | |                           |
| ← 2015 |                                      |                                      | | → 2017 →                  |
| Zeitraum | Wo. ges.                             | Interpret                            | Titel Autor(en) | Zusätzliche Informationen |
| (Zeitraum, Wochen auf Platz eins, Interpret, Titel, Autor[en], zusätzliche Informationen) |                                      |                                      | |                           |
| 7. Dezember 2015 – 10. Januar 2016 5 Wochen (insgesamt 9) | 9                                    | Adele                                | Hello Greg Kurstin, Adele Adkins | –                         |
| 11. Januar 2016 – 24. Januar 2016 2 Wochen | 2                                    | Justin Bieber                        | Love Yourself Benjamin Levin, Justin Bieber, Ed Sheeran | –                         |
| 25. Januar 2016 – 7. Februar 2016 2 Wochen (insgesamt 4) | 4                                    | Twenty One Pilots                    | Stressed Out Tyler Joseph | –                         |
| 8. Februar 2016 – 14. Februar 2016 1 Woche | 1                                    | Zayn                                 | Pillowtalk Zayn Malik, Anthony Hannides, Michael Hannides | –                         |
| 15. Februar 2016 – 28. Februar 2016 2 Wochen (insgesamt 4) | 4                                    | Twenty One Pilots                    | Stressed Out Tyler Joseph | –                         |
| 29. Februar 2016 – 6. März 2016 1 Woche | 1                                    | Rihanna feat. Drake                  | Work Rupert Thomas, Monte Moir, Aubrey Graham, Matthew Samuels, Robyn Fenty, Allen Ritter, Rich Stephenson, Jahron Braithwaite                                                            | –                         |
| 7. März 2016 – 13. März 2016 1 Woche | 1                                    | Kelly Clarkson                       | Piece by Piece Greg Kurstin, Kelly Clarkson | –                         |
| 14. März 2016 – 17. April 2016 5 Wochen | 5                                    | Lukas Graham                         | 7 Years Lukas Forchhammer, Morten Ristorp, Stefan Forrest, Morten Pilegaard | –                         |
| 18. April 2016 – 8. Mai 2016 3 Wochen | 3                                    | Drake feat. Wizkid & Kyla            | One Dance Aubrey Graham, Noah Shebib, Paul Jefferies, Ayodeji Ibrahim Balogun, Kyla Smith                                                                                                 | –                         |
| 9. Mai 2016 – 15. Mai 2016 1 Woche | 1                                    | Calvin Harris feat. Rihanna          | This Is What You Came For Calvin Harris, Taylor Swift | –                         |
| 16. Mai 2016 – 19. Juni 2016 5 Wochen | 5                                    | Justin Timberlake                    | Can’t Stop the Feeling! Max Martin, Justin Timberlake | –                         |
| 20. Juni 2016 – 31. Juli 2016 6 Wochen | 6                                    | Sia feat. Sean Paul                  | Cheap Thrills Sia Furler, Greg Kurstin, Sean Paul Henriques | –                         |
| 1. August 2016 – 7. August 2016 1 Woche (insgesamt 2) | 2                                    | Major Lazer feat. Justin Bieber & Mø | Cold Water Benjamin Levin, Justin Bieber, Jamie Scott, Thomas Pentz, Ed Sheeran, Philip Meckseper, Henry Allen, Karen Marie Ørsted                                                        | –                         |
| 8. August 2016 – 14. August 2016 1 Woche (insgesamt 11) | 11                                   | The Chainsmokers feat. Halsey        | Closer Isaac Slade, Joseph King, Andrew Taggart, Shaun Frank, Frederic Kennet | –                         |
| 15. August 2016 – 21. August 2016 1 Woche | 1                                    | DJ Snake feat. Justin Bieber         | Let Me Love You Louis Bell, Justin Bieber, Lumidee Cedeño, William Grigahcine, Stany Kibulu, Brian Lee, Steven Marsden, Teddy Mendez, Edwin Perez, Austin Roser, Ali Tamposi, Andrew Watt | –                         |
| 22. August 2016 – 28. August 2016 1 Woche (insgesamt 2) | 2                                    | Major Lazer feat. Justin Bieber & Mø | Cold Water Benjamin Levin, Justin Bieber, Jamie Scott, Thomas Pentz, Ed Sheeran, Philip Meckseper, Henry Allen, Karen Marie Ørsted                                                        | –                         |
| 29. August 2016 – 23. Oktober 2016 8 Wochen (insgesamt 11) | 11                                   | The Chainsmokers feat. Halsey        | Closer Isaac Slade, Joseph King, Andrew Taggart, Shaun Frank, Frederic Kennet | –                         |
| 24. Oktober 2016 – 13. November 2016 3 Wochen (insgesamt 5) | 5                                    | The Weeknd feat. Daft Punk           | Starboy Abel Tesfaye, Guy-Manuel de Homem-Christo, Thomas Bangalter, Martin McKinney, Henry Walter                                                                                        | –                         |
| 14. November 2016 – 20. November 2016 1 Woche (insgesamt 3) | 3                                    | Maroon 5 feat. Kendrick Lamar        | Don’t Wanna Know John Ryan, Adam Levine, Benjamin Levin, Jacob Kasher, Ammar Malik, Kendrick Lamar, Jon Mills, Kurtis McKenzie, Alex Ben-Abdallah                                         | –                         |
| 21. November 2016 – 4. Dezember 2016 2 Wochen (insgesamt 5) | 5                                    | The Weeknd feat. Daft Punk           | Starboy Abel Tesfaye, Guy-Manuel de Homem-Christo, Thomas Bangalter, Martin McKinney, Henry Walter                                                                                        | –                         |
| 5. Dezember 2016 – 18. Dezember 2016 2 Wochen (insgesamt 3) | 3                                    | Maroon 5 feat. Kendrick Lamar        | Don’t Wanna Know John Ryan, Adam Levine, Benjamin Levin, Jacob Kasher, Ammar Malik, Kendrick Lamar, Jon Mills, Kurtis McKenzie, Alex Ben-Abdallah                                         | –                         |
| 19. Dezember 2016 – 25. Dezember 2016 1 Woche | 1                                    | Zayn & Taylor Swift                  | I Don’t Wanna Live Forever Taylor Swift, Jack Antonoff, Sam Dew | –                         |
| 26. Dezember 2016 – 1. Januar 2017 1 Woche | 1                                    | Bruno Mars                           | 24k Magic Bruno Mars, Philip Lawrence, Christopher Brody Brown | –                         |

## Alben
| ← 2015 ← | Liste der Nummer-eins-Hits in Kanada | Liste der Nummer-eins-Hits in Kanada | Liste der Nummer-eins-Hits in Kanada                                    | 2017 →                    |
| \| Zeitraum \| Wo. ges. \| Interpret \| Titel \| Zusätzliche Informationen \| \| (Zeitraum, Wochen auf Platz eins, Interpret, Titel, zusätzliche Informationen) \| \| \| \| \| \| ------------------------------------------------------------------------------ \| -------- \| -------------------------- \| ----------------------------------------------------------------------- \| ------------------------- \| \| 30. November 2015 – 17. Januar 2016 7 Wochen (insgesamt 13) \| 13 \| Adele \| 25 \| – \| \| 18. Januar 2016 – 24. Januar 2016 1 Woche \| 1 \| David Bowie \| Blackstar \| – \| \| 25. Januar 2016 – 6. März 2016 6 Wochen (insgesamt 13) \| 13 \| Adele \| 25 \| – \| \| 7. März 2016 – 13. März 2016 1 Woche \| 1 \| The 1975 \| I Like It When You Sleep, for You Are So Beautiful Yet So Unaware of It \| – \| \| 14. März 2016 – 20. März 2016 1 Woche \| 1 \| Kendrick Lamar \| Untitled Unmastered \| – \| \| 21. März 2016 – 27. März 2016 1 Woche \| 1 \| Killswitch Engage \| Incarnate \| – \| \| 28. März 2016 – 3. April 2016 1 Woche (insgesamt 2) \| 2 \| (Verschiedene Interpreten) \| La Voix IV \| – \| \| 4. April 2016 – 10. April 2016 1 Woche \| 1 \| Zayn \| Mind of Mine \| – \| \| 11. April 2016 – 17. April 2016 1 Woche (insgesamt 2) \| 2 \| (Verschiedene Interpreten) \| La Voix IV \| – \| \| 18. April 2016 – 1. Mai 2016 2 Wochen \| 2 \| The Lumineers \| Cleopatra \| – \| \| 2. Mai 2016 – 8. Mai 2016 1 Woche \| 1 \| Beyoncé \| Lemonade \| – \| \| 9. Mai 2016 – 29. Mai 2016 3 Wochen (insgesamt 5) \| 5 \| Drake \| Views \| – \| \| 30. Mai 2016 – 5. Juni 2016 1 Woche \| 1 \| Ariana Grande \| Dangerous Woman \| – \| \| 6. Juni 2016 – 12. Juni 2016 1 Woche (insgesamt 5) \| 5 \| Drake \| Views \| – \| \| 13. Juni 2016 – 19. Juni 2016 1 Woche \| 1 \| Volbeat \| Seal the Deal & Let’s Boogie \| – \| \| 27. Juni 2016 – 3. Juli 2016 1 Woche \| 1 \| The Tragically Hip \| Man Machine Poem \| – \| \| 4. Juli 2016 – 10. Juli 2016 1 Woche \| 1 \| Red Hot Chili Peppers \| The Getaway \| – \| \| 11. Juli 2016 – 24. Juli 2016 2 Wochen \| 2 \| Blink-182 \| California \| – \| \| 25. Juli 2016 – 31. Juli 2016 1 Woche (insgesamt 5) \| 5 \| Drake \| Views \| – \| \| 1. August 2016 – 7. August 2016 1 Woche (insgesamt 2) \| 2 \| The Tragically Hip \| Yer Favourites \| – \| \| 8. August 2016 – 14. August 2016 1 Woche \| 1 \| Billy Talent \| Afraid of Heights \| – \| \| 15. August 2016 – 21. August 2016 1 Woche \| 1 \| (Verschiedene Interpreten) \| Suicide Squad: The Album \| – \| \| 22. August 2016 – 28. August 2016 1 Woche (insgesamt 2) \| 2 \| The Tragically Hip \| Yer Favourites \| – \| \| 29. August 2016 – 4. September 2016 1 Woche \| 1 \| Frank Ocean \| Blonde \| – \| \| 5. September 2016 – 2. Oktober 2016 4 Wochen \| 4 \| Céline Dion \| Encore un soir \| – \| \| 3. Oktober 2016 – 9. Oktober 2016 1 Woche \| 1 \| Shawn Mendes \| Illuminate \| – \| \| 10. Oktober 2016 – 16. Oktober 2016 1 Woche \| 1 \| Bon Iver \| 22, a Million \| – \| \| 17. Oktober 2016 – 23. Oktober 2016 1 Woche \| 1 \| Green Day \| Revolution Radio \| – \| \| 24. Oktober 2016 – 30. Oktober 2016 1 Woche \| 1 \| Kings of Leon \| Walls \| – \| \| 31. Oktober 2016 – 6. November 2016 1 Woche (insgesamt 3) \| 3 \| Leonard Cohen \| You Want It Darker \| – \| \| 7. November 2016 – 13. November 2016 1 Woche \| 1 \| Avenged Sevenfold \| The Stage \| – \| \| 14. November 2016 – 27. November 2016 2 Wochen (insgesamt 3) \| 3 \| Leonard Cohen \| You Want It Darker \| – \| \| 28. November 2016 – 4. Dezember 2016 1 Woche (insgesamt 4) \| 4 \| Metallica \| Hardwired…to Self-Destruct \| – \| \| 5. Dezember 2016 – 11. Dezember 2016 1 Woche \| 1 \| The Weeknd \| Starboy \| – \| \| 12. Dezember 2016 – 18. Dezember 2016 1 Woche \| 1 \| The Rolling Stones \| Blue & Lonesome \| – \| \| 19. Dezember 2016 – 25. Dezember 2016 1 Woche \| 1 \| J. Cole \| 4 Your Eyez Only \| – \| \| 26. Dezember 2016 – 1. Januar 2017 1 Woche \| 1 \| Pentatonix \| A Pentatonix Christmas \| – \| |                                      |                                      |                                                                         |                           |
| ← 2015 |                                      |                                      |                                                                         | → 2017 →                  |
| Zeitraum | Wo. ges.                             | Interpret                            | Titel                                                                   | Zusätzliche Informationen |
| (Zeitraum, Wochen auf Platz eins, Interpret, Titel, zusätzliche Informationen) |                                      |                                      |                                                                         |                           |
| 30. November 2015 – 17. Januar 2016 7 Wochen (insgesamt 13) | 13                                   | Adele                                | 25                                                                      | –                         |
| 18. Januar 2016 – 24. Januar 2016 1 Woche | 1                                    | David Bowie                          | Blackstar                                                               | –                         |
| 25. Januar 2016 – 6. März 2016 6 Wochen (insgesamt 13) | 13                                   | Adele                                | 25                                                                      | –                         |
| 7. März 2016 – 13. März 2016 1 Woche | 1                                    | The 1975                             | I Like It When You Sleep, for You Are So Beautiful Yet So Unaware of It | –                         |
| 14. März 2016 – 20. März 2016 1 Woche | 1                                    | Kendrick Lamar                       | Untitled Unmastered                                                     | –                         |
| 21. März 2016 – 27. März 2016 1 Woche | 1                                    | Killswitch Engage                    | Incarnate                                                               | –                         |
| 28. März 2016 – 3. April 2016 1 Woche (insgesamt 2) | 2                                    | (Verschiedene Interpreten)           | La Voix IV                                                              | –                         |
| 4. April 2016 – 10. April 2016 1 Woche | 1                                    | Zayn                                 | Mind of Mine                                                            | –                         |
| 11. April 2016 – 17. April 2016 1 Woche (insgesamt 2) | 2                                    | (Verschiedene Interpreten)           | La Voix IV                                                              | –                         |
| 18. April 2016 – 1. Mai 2016 2 Wochen | 2                                    | The Lumineers                        | Cleopatra                                                               | –                         |
| 2. Mai 2016 – 8. Mai 2016 1 Woche | 1                                    | Beyoncé                              | Lemonade                                                                | –                         |
| 9. Mai 2016 – 29. Mai 2016 3 Wochen (insgesamt 5) | 5                                    | Drake                                | Views                                                                   | –                         |
| 30. Mai 2016 – 5. Juni 2016 1 Woche | 1                                    | Ariana Grande                        | Dangerous Woman                                                         | –                         |
| 6. Juni 2016 – 12. Juni 2016 1 Woche (insgesamt 5) | 5                                    | Drake                                | Views                                                                   | –                         |
| 13. Juni 2016 – 19. Juni 2016 1 Woche | 1                                    | Volbeat                              | Seal the Deal & Let’s Boogie                                            | –                         |
| 27. Juni 2016 – 3. Juli 2016 1 Woche | 1                                    | The Tragically Hip                   | Man Machine Poem                                                        | –                         |
| 4. Juli 2016 – 10. Juli 2016 1 Woche | 1                                    | Red Hot Chili Peppers                | The Getaway                                                             | –                         |
| 11. Juli 2016 – 24. Juli 2016 2 Wochen | 2                                    | Blink-182                            | California                                                              | –                         |
| 25. Juli 2016 – 31. Juli 2016 1 Woche (insgesamt 5) | 5                                    | Drake                                | Views                                                                   | –                         |
| 1. August 2016 – 7. August 2016 1 Woche (insgesamt 2) | 2                                    | The Tragically Hip                   | Yer Favourites                                                          | –                         |
| 8. August 2016 – 14. August 2016 1 Woche | 1                                    | Billy Talent                         | Afraid of Heights                                                       | –                         |
| 15. August 2016 – 21. August 2016 1 Woche | 1                                    | (Verschiedene Interpreten)           | Suicide Squad: The Album                                                | –                         |
| 22. August 2016 – 28. August 2016 1 Woche (insgesamt 2) | 2                                    | The Tragically Hip                   | Yer Favourites                                                          | –                         |
| 29. August 2016 – 4. September 2016 1 Woche | 1                                    | Frank Ocean                          | Blonde                                                                  | –                         |
| 5. September 2016 – 2. Oktober 2016 4 Wochen | 4                                    | Céline Dion                          | Encore un soir                                                          | –                         |
| 3. Oktober 2016 – 9. Oktober 2016 1 Woche | 1                                    | Shawn Mendes                         | Illuminate                                                              | –                         |
| 10. Oktober 2016 – 16. Oktober 2016 1 Woche | 1                                    | Bon Iver                             | 22, a Million                                                           | –                         |
| 17. Oktober 2016 – 23. Oktober 2016 1 Woche | 1                                    | Green Day                            | Revolution Radio                                                        | –                         |
| 24. Oktober 2016 – 30. Oktober 2016 1 Woche | 1                                    | Kings of Leon                        | Walls                                                                   | –                         |
| 31. Oktober 2016 – 6. November 2016 1 Woche (insgesamt 3) | 3                                    | Leonard Cohen                        | You Want It Darker                                                      | –                         |
| 7. November 2016 – 13. November 2016 1 Woche | 1                                    | Avenged Sevenfold                    | The Stage                                                               | –                         |
| 14. November 2016 – 27. November 2016 2 Wochen (insgesamt 3) | 3                                    | Leonard Cohen                        | You Want It Darker                                                      | –                         |
| 28. November 2016 – 4. Dezember 2016 1 Woche (insgesamt 4) | 4                                    | Metallica                            | Hardwired…to Self-Destruct                                              | –                         |
| 5. Dezember 2016 – 11. Dezember 2016 1 Woche | 1                                    | The Weeknd                           | Starboy                                                                 | –                         |
| 12. Dezember 2016 – 18. Dezember 2016 1 Woche | 1                                    | The Rolling Stones                   | Blue & Lonesome                                                         | –                         |
| 19. Dezember 2016 – 25. Dezember 2016 1 Woche | 1                                    | J. Cole                              | 4 Your Eyez Only                                                        | –                         |
| 26. Dezember 2016 – 1. Januar 2017 1 Woche | 1                                    | Pentatonix                           | A Pentatonix Christmas                                                  | –                         |